# Кармаскалинская волость
Кармаскали́нская во́лость (баш. Ҡырмыҫҡалы улысы) —  волость Российской Империи и РСФСР. Входила в Стерлитамакский уезд, Уфимской губернии и РСФСР, с 1919 года входила в Табынский кантон АБССР, в 1922-1923 годах входила в Стерлитамакский кантон, с 1923 года в Уфимский кантон. Упразднена в 1930 году.

## История
Кармаскалинская волость была выделена из Дуван-Табынской.
Входила в состав разных уездов и кантонов.
В 1918 году — в Стерлитамакском уезде, в волости 15 деревень.
В 1919 году формируется Малая Башкирия с кантонной системой, Кармаскалинская волость теперь в Табынском кантоне.
В 1922 году Табынский кантон упразднен, Кармаскалинская волость возвращается под управление Стерлитамака, в Стерлитамакский кантон.
В августе 1923 года очередная реорганизация волостей. В Кармаскалинскую волость входит Дуван-Табынская Стерлитамакского кантона, Биштякинская и Бишаул-Унгаровская волости Уфимского кантона. Кармаскалинская волость переходит в Уфимский кантон.
В 1927 году в Кармаскалинскую волость входят 27 деревень упраздненной Булгаковской волости.
20 августа 1930 года вышло Постановление Президиума ВЦИК «Об административном делении Автономной Башкирской Советской Социалистической Республики», волостное деление упраздняется и Кармаскалинская волость превращается в Кармаскалинский район.